# José Todaro
Giuseppe « José » Todaro est un ténor lyrique né à Tripoli (Libye italienne) le 2 octobre 1940 de parents italiens. 

## Biographie
Il passe son enfance à Favara (Agrigente) en Sicile. Adolescent, il rejoint ses frères ainés qui, à l'instar de nombre de leurs compatriotes, ont quitté l'Italie pour travailler dans les mines de fer de Lorraine et se sont installés dans le Pays Haut Mosellan à Sainte-Marie-aux-Chênes .
Il commence ses études musicales au conservatoire de Metz auprès de Georges Genin, ancien ténor de l'Opéra de Paris. 
En 1962, il est engagé au théâtre de Mulhouse en tant que choriste. Il y reste trois saisons au cours desquelles il aborde de petits rôles de soliste. 
Il fait ses grands débuts en 1965 au Théâtre de la Monnaie de Bruxelles dans le rôle de Rodolfo de La Bohème de Puccini ; de 1968 à 1970, il est fréquemment invité à l'opéra de Gand interprétant Vincent dans Mireille de Gounod, Alfredo dans La Traviata de Verdi et Des Grieux dans « Manon » de Massenet ; en 1969, il se produit à l'opéra de Marseille comme Cassio dans Othello de Verdi ; en 1970 à Nice comme Alfredo, à Lille comme Wladimir dans Prince Igor de Borodine.
Ayant quelques rôles d'opérette à son répertoire (Vincent dans Le chanteur de Mexico de Francis Lopez, Sou Chong dans Le pays du sourire de Lehár), en 1971 Francis Lopez lui propose de créer Gipsy au théâtre Sébastopol de Lille puis au théâtre du Châtelet à Paris. Cela lui a apporté un succès spectaculaire avec une série de 600 présentations au Chatelet. Dans ce même théâtre et avec un succès semblable, il crée ensuite en 1976 une autre opérette de Francis Lopez, Volga. Il abandonne son rôle au bout d'un an pour reprendre son activité en tant que chanteur d'opéra tout en poursuivant sa carrière dans l'opérette en reprenant avec succès à travers les pays francophones les opérettes écrites par Francis Lopez pour Luis Mariano : La belle de Cadix, Andalousie, Le Chanteur de Mexico et Le Prince de Madrid.
En 1980, il est engagé à l'Opéra de Paris. Il fait ses débuts salle Favart avec le rôle de Raflafla dans le spectacle Vive Offenbach. Il apparaît au Palais Garnier entre autres comme Stewa dans Jenufa de Janáček, comme Alfredo, en tant que chanteur italien dans Rosenkavalier de Richard Strauss, comme Beppe dans Pagliacci, ainsi que dans des rôles de caractère comme Missail dans Boris Godounov, comme Pong dans Turandot de Puccini, comme un des juifs dans Salome de R. Strauss ou comme Rodriguez dans Don Quichotte de Massenet. 
Son contrat à l'Opéra ne l'empêche pas de se produire sur d'autres scènes. Il interprète entre autres Angelo dans l’Opéra d’Aran de Bécaud au Grand théâtre de Reims en 1980, Rodolfo dans La Bohème de Puccini à l’Opéra de Nice en 1981, Sou Chong dans Le pays du sourire au théâtre du Capitole de Toulouse en 1982, Werther dans l’opéra de Massenet en Grande Bretagne en 1983, Alfred dans La chauve-souris de Strauss au théâtre du Châtelet de Paris en 1984, Barinkay dans Le Baron Tzigane de Strauss à l’Opéra de Marseille en 1985, Mario dans Tosca de Puccini au Brésil en 1985, Pinkerton dans Madame Butterfly au théâtre du Capitole de Toulouse en 1985, Faust dans l’opéra de Gounod en Belgique en 1988, le Duc de Mantoue dans Rigoletto de Verdi en Italie en 1989, Nemorino dans L’Élixir d’amour de Donizetti à l’Opéra de Toulon en 1990, Vano dans Gipsy de Francis Lopez à l’Opéra d’Avignon en 1990.
Après son départ de l’Opéra de Paris, José Todaro se produit souvent au Canada dans plusieurs opérettes de Francis Lopez dont La belle de Cadix qu’il interprète également au théâtre Mogador de Paris en 1995 pour le cinquantième anniversaire de sa création. En parallèle, il effectue une importante tournée à travers l’Europe pour interpréter L’Hymne des nations de Verdi, œuvre aux aspérités abruptes dont il est l’un des rares ténors à pouvoir triompher.
Puis, en 1998 il crée sa propre société de production, Todarte, avec laquelle il propose des concerts construits à partir de son répertoire de plus de 300 partitions dans les opéras, opérettes, oratorios, chansons napolitaines, mélodies espagnoles, etc.
Il est marié avec la mezzo-soprano brésilienne Maria-Helena de Oliveira, décédée en 2018. Son plus jeune frère a, sous le nom de Carlo Di Angelo, réussi une brillante carrière de ténor essentiellement en opérette dans les pays francophones.
José Todaro a enregistré plusieurs disques pour CBS, DECCA ou BMG.

## Rôles
- Alfredo (La Traviata de Verdi)
- Duc de Mantoue (Rigoletto de Verdi)
- Don José (Carmen de Bizet)
- Nadir (Les Pêcheurs de perles de Bizet)
- Faust (Faust de Gounod)
- Roméo (Roméo et Juliette de Gounod)
- Vincent (Mireille de Gounod)
- Mario Cavaradossi (Tosca de Puccini)
- Pinkerton (Madame Butterfly de Puccini)
- Rodolfo (La Bohème de Puccini)
- Nemorino (L'Elisir d'Amore de Donizetti)
- Edgar (Lucia di Lammermoor de Donizetti)
- Le Chevalier Des Grieux (Manon de Massenet)
- Werther (Werther de Massenet)
- Sou Chong (Le pays du sourire de Lehar)
- Barinkay (Le Baron tzigane de Strauss)
- Carlos (La belle de Cadix de Lopez)
- Juanito (Andalousie de Lopez)
- Vincent (Le Chanteur de Mexico de Lopez)
- Goya (Le prince de Madrid de Lopez)
- Vano (Gipsy de Lopez)
- Boris (Volga de Lopez)